# Chuhan Wang
Wang Chuhan (nacido el 24 de febrero de 1992) es un tenista profesional de China, nacido en la ciudad de Dalian.

## Carrera
Su mejor ranking individual es el Nº 365 alcanzado el 20 de abril de 2015, mientras que en dobles logró la posición 952 el 25 de agosto de 2014.
No ha logrado hasta el momento títulos de la categoría ATP ni de la ATP Challenger Tour.